# Dueville
Dueville (velenceiül Doviłe) település Olaszországban, Veneto régióban, Vicenza megyében. Lakosainak száma 13 576 fő (2023. január 1.). Dueville Caldogno, Monticello Conte Otto, Sandrigo, Villaverla, Montecchio Precalcino és Vicenza községekkel határos.

## Népesség
A település népességének változása:
| Lakosok száma | 13 853 | 13 804 | 13 576 |
|               | 2017   | 2018   | 2023   |